# (4660) Нерей
(4660) Нерей (др.-греч. Νηρεύς) — околоземный астероид из группы аполлона, который характеризуется сильно вытянутой орбитой, из-за которой в процессе своего движения вокруг Солнца он пересекает орбиты Земли и Марса. Он был открыт 28 февраля 1982 года американским астрономом Элеанорой Хелин в Паломарской обсерватории в США и назван в честь Нерея, древнегреческого бога водяной стихии и моря.

Орбита астероида Нерей и его положение в Солнечной системе

## Характеристики
Астероид в перигелии сближается с орбитой Земли на минимальное расстояние около 496 тысяч километров (для сравнения — Луна находится от Земли на расстоянии около 363 тысяч километров), в афелии проникая за орбиту Марса. Нерей движется в орбитальном резонансе с Венерой 1:3.
Астероид часто сближается с Землёй, и его орбитальное движение довольно хаотично. Учёные полагают, что на орбитальную эволюцию астероида оказывает влияние Земля. Маловероятно, что сегодняшняя орбита Нерея могла эволюционировать с кометной, сильно вытянутой эллиптической орбиты. Если же это произошло, то имело место в далёком прошлом, около 10 млн лет назад
Один оборот вокруг Солнца астероид делает за 1,82 года.
По оценке базы данных астероидов http://www.asterank.com/ , стоимость находящихся в астероиде металлов, таких как кобальт и никель, может составлять около 4,7 миллиарда долларов.

## Потенциальная цель для космических аппаратов
В 1992 году рассматривался как потенциальная цель для полёта космического аппарата «NEAR Shoemaker», причём было две предполагаемых даты прибытия — январь 2000 года и октябрь 2001 года. Полёт к Нерею не состоялся в связи с его незначительными размерами, предпочтение было отдано более крупному астероиду (433) Эрос
Позднее Нерей снова рассматривался в качестве цели посещения космическим аппаратом. На этот раз к астероиду планировалось направить японский аппарат «Хаябуса». Однако из-за переноса даты старта цель была вынужденно изменена, «Хаябуса» посетил астероид (25143) Итокава